# Bianca Maria Piccinino

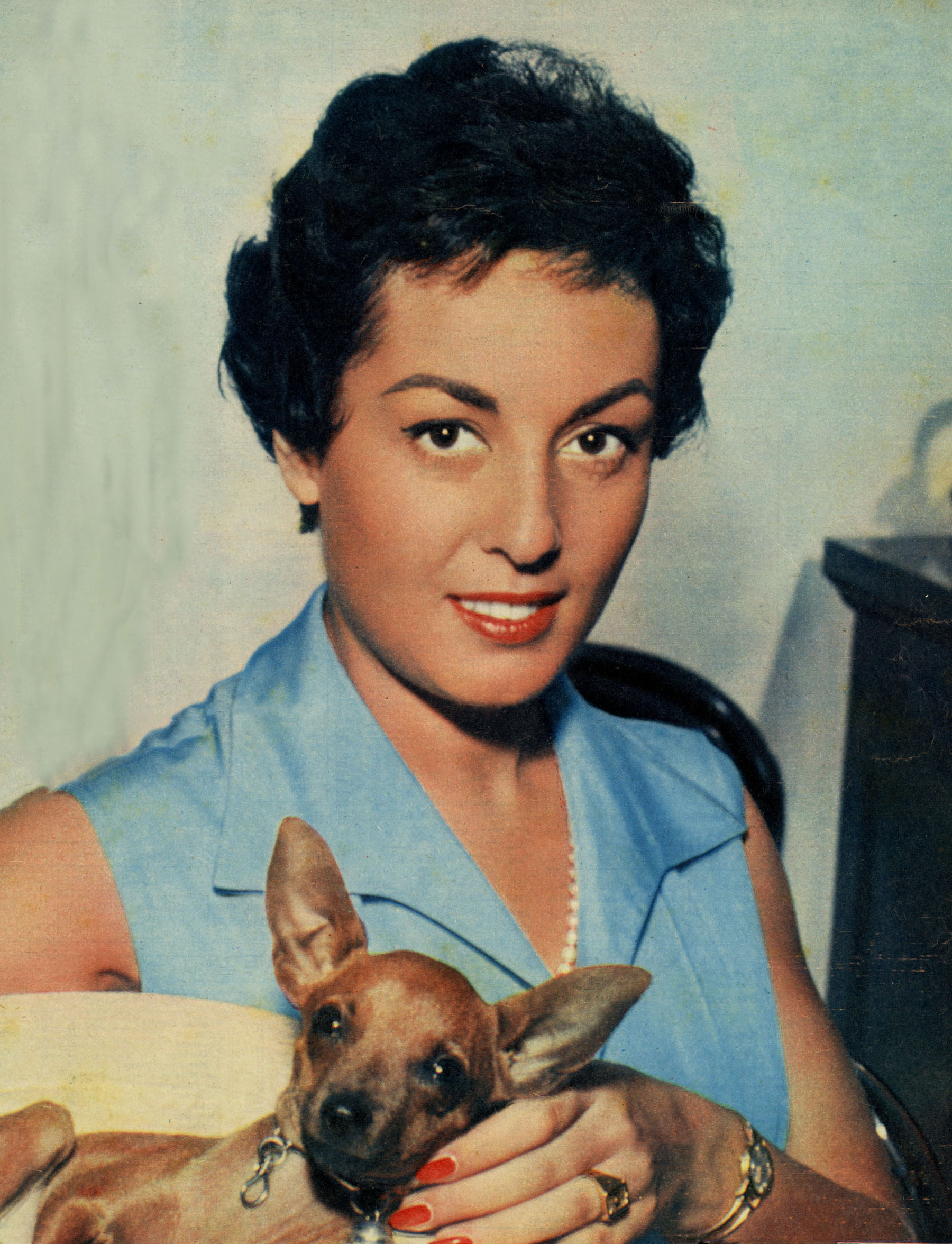
Bianca Maria Piccinino, um 1957

Bianca Maria Piccinino (* 29. Januar 1924 in Triest) ist eine italienische Journalistin, Fernsehmoderatorin und Autorin. Sie war die erste Frau, die eine italienische Nachrichtensendung moderierte, nämlich die 17:00-Nachrichtensendung auf Rai Uno.

## Biografie
Nach ihrem Abschluss in Soziologie kam Piccinino 1953 als Fernsehautorin und Moderatorin populärwissenschaftlicher Sendungen und Kommentatorin zum Staatsfernsehen Rai. Mitte der fünfziger Jahre moderierte sie zusammen mit Angelo Lombardi und dem Assistenten Andalù die Fernsehsendung L’amico degli animali (Der Tierfreund).
In den folgenden Jahren wurde sie Leiterin des Moderessorts. Sie betreute als Sonderkorrespondentin die Prêt-à-porter-Modenschauen in Florenz, Rom und Paris (damals nur Bildübertragung) und interviewte die großen italienischen und ausländischen Modeschöpfer, berichtete aber auch von anderen Gesellschaftsereignissen wie dem Eurovision Song Contest 1958.
Als erste Frau Italiens moderierte sie eine Nachrichtensendung (nachmittags um 17 Uhr). 1975 leitete sie zusammen mit Emilio Fede die erste Ausgabe der Nachrichtensendung Telegiornale auf Rai Uno; sie moderierte die Nachrichtensendung regelmäßig um 13.30 Uhr. Am 29. Juli 1981 kommentierte sie für Rai Uno die Live-Übertragung der Hochzeit von Prinz Charles und Lady Diana.
Angebote des privaten Fernsehsenders Canale 5 der Sendergruppe Mediaset lehnte sie ab. Auch nach ihrer Pensionierung 1989 blieb sie weiter bei der Rai und kümmerte sich einige Jahre um die wöchentliche Fernsehzeitung Moda.
Parallel zu ihrer Tätigkeit bei der Rai studierte sie die Modeströmungen im Hinblick auf die Gesellschaftsentwicklung und wichtige Ereignisse. Zu Themen wie „Mode und Kostüm“, „Mode als Kommunikation“, „Mode als Machtsymbol“ hielt sie Seminare an den Universitäten Madrid, Florenz und Bologna ab. 1994 verließ sie die Rai und nahm eine Tätigkeit als Lehrerin an der Modeakademie Koefia in Rom an, wo sie auch Seminare für junge Designer abhielt. Sie schrieb Artikel für verschiedene Zeitschriften und zwei Bücher, von denen „Che mi metto“ (1987, deutsch: „Was trage ich“) besonders erfolgreich war.
Piccinino ist verheiratet und hat eine Tochter.

## Auszeichnungen
Im Jahr 2014 erhielt Bianca Maria Piccinino die Sondermedaille San Giusto d’Oro der Journalistengewerkschaft der Region Friaul-Julisch Venetien.

## Schriften
- Che mi metto? (deutsch: Was trage ich?), 1987, Verlag Gremese, ISBN 978-88-7605-288-0.
- mit Carlo Barrese, Saverio Strati: Gerardo Sacco.
- Pancaldi 1888. Pancaldi, Bologna 1988.